# レイトン教授VS逆転裁判
『レイトン教授VS逆転裁判』（レイトンきょうじゅブイエスぎゃくてんさいばん）は、レベルファイブとカプコンの共同開発による、2012年11月29日に発売されたニンテンドー3DS用アドベンチャーゲーム。

## 概要
レベルファイブのアドベンチャーゲーム「レイトン教授シリーズ」と、カプコンのアドベンチャーゲーム「逆転裁判シリーズ」のコラボレーション作品。魔法が現実に存在する世界を舞台に、両シリーズのキャラクターが「魔女裁判」で戦う姿を描いている。『レイトン教授』からはナゾの解明を行うアドベンチャーパート、『逆転裁判』からは相手の証言の矛盾を明らかにしていく裁判パートが取り入れられている。
『レイトン教授』の開発に当たり、レベルファイブの代表取締役社長・日野晃博は『脳トレ』と『逆転裁判』をライバルと認識していた。『逆転裁判』の生みの親である巧舟にも注目しており、「いつか『逆転裁判』とコラボできたら」と考えていた。具体的な考えがカプコンに持ち込まれたのは2010年の頭頃で、さらにその1年前の時点で日野は巧に構想を打ち明けていた。正式に企画としてスタートしたのは2010年1月頃だった。巧は2010年5月にプロデューサーから監修を頼まれ参加したが、いつの間にかストーリー担当になった。第一報は2010年10月19日に開催された「LEVEL5 VISION 2010」において発表された。
シナリオと音楽は、アドベンチャーパートをレベルファイブ側が、裁判パートを巧を中心としたカプコン側が分担して担当し、プログラムはレベルファイブが、アートディレクションはカプコンが担当した。また、「逆転裁判」のキャラクターは『レイトン教授』とのコラボレーションということから、ボイスの本格的な導入、3Dでのキャラクター表現、アニメーションといった、シリーズにはなかった表現が取り入れられており、シリーズのキャラクター・成歩堂龍一と綾里真宵は2012年2月に公開された実写映画版と同じキャストが演じている。作中のBGMはオリジナルのものの他に、「レイトン教授シリーズ」と『逆転裁判』のBGMがアレンジされて使用されている。

## ストーリー
ある雨の夜、ロンドンのレイトン教授の研究室を古めかしい服を着た少女・マホーネが訪ねてくる。彼女は“魔女”に追われていると語り、間もなく魔女がマホーネを攫って行く。レイトンはその機転でマホーネを貨物船へ逃がすことに成功するが、マホーネが持っていた本「ラビリンシア」の世界に一番弟子のルークと共に取り込まれてしまう。
一方、イギリスに出張中の成歩堂と真宵は、貨物船で起こった傷害事件の弁護を担当することに。被告人は寄宿舎の女学生というマホーネだった。裁判後、二人もマホーネが忘れていった「ラビリンシア」に取り込まれる。
4人がやってきたのは、ラビリンスシティ。そこは“魔女”や“魔法”が存在する世界だった。

## 基本ルール

### アドベンチャーパート
従来のレイトン教授にある探索パート。随所にあるナゾ（パズル）を探索、解明することでピカラット（ゲームクリア後のボーナス要素解禁に関係）を手に入れることができる。また、特定の場所を探すと、ナゾのヒントを見られるひらめきコインが手に入る。
ストーリー進行で見逃したナゾは、中盤で登場する、あるキャラクターに話しかけると挑戦することが出来る。
また、今回は一つだけ物語の進行上、絶対に解けないナゾが出題される。

### 裁判パート
従来の逆転裁判にある、弁護パート。証言を「ゆさぶる」、証拠品を「つきつける」ことで真実に近づく。さらに、証人が複数いる「群衆裁判」では、尋問中に不意打ちで別の証人に話を聞ける「といつめる」が登場。裁判パートでの選択ミスへのペナルティは回数制になっており、クリア時には残りの回数に応じたピカラットを入手できる。ひらめきコインを消費してヒントが使えるようになっている。アドベンチャーパートとは違い、指摘をミスして五回間違えるとゲームオーバー。

## 登場人物
本来のキャラクターデザインはレイトン教授シリーズは5頭身、逆転裁判シリーズは8頭身であるが、本作ではその中間となる6頭身で統一されている。開発初期には、お互いの世界に行くことでキャラクターの姿が変化するという案もあったという。オリジナルキャラクターのデザインは、どちらかの作品をイメージさせるものとなっている。

### レイトン教授シリーズより登場
エルシャール・レイトン
声：大泉洋
1人目の主人公。イギリス・グレッセンヘラーカレッジの考古学教授。ナゾに深い造詣を持ち、解明することで真実に迫っていく。
ルーク・トライトン
声：堀北真希
自称、レイトン教授の一番弟子。動物と会話することができる。
チェルミー警部
声：斎藤志郎
ロンドン警視庁の敏腕警部。最近ロンドンを騒がせる宝石泥棒事件に頭を痛めている。
バートン巡査
チェルミーの部下。勝手に捜査状況を喋る癖がある。「 - であります」が口癖。

### 逆転裁判シリーズより登場
成歩堂龍一
声：成宮寛貴
2人目の主人公。成歩堂法律事務所の所長を務める弁護士。今回は弁護士協会の出張でロンドンに行くが、その裁判のあとにラビリンスシティに飛ばされてしまう。今作でもハッタリと勢いで被告人を全力で弁護する。
綾里真宵
声：桐谷美玲
成歩堂法律事務所の助手（パラリーガル）兼、自称成歩堂法律事務所副所長。今作でも成歩堂の助手を務める。今作では霊媒師という能力は生かされていない。
御剣怜侍
声：竹本英史
エンディングとダウンロードエピソードに登場。成歩堂龍一のライバルにして親友。

### オリジナルキャラクター

#### 主要人物
マホーネ・カタルーシア
声 - 悠木碧
現代では傷害で、ラビリンスシティでは魔女として告発された謎の少女。金髪で茶のローブを纏う。ラビリンスシティのパン屋に居候している。
序盤にジョバンニが連れ出してロンドンにたどり着くが魔女に追われ、その後逃げ込んだ定期船で傷害事件を起こす。
ストーリーテラー
声 - 広瀬正志
ラビリンスシティの支配者。執筆した物語を住民にばらまく行進を定期的に行っている。彼の書く物語は現実となることから、住民から「創造主」として崇められている。
ジーケン・バーンロッド
声 - 宮野真守
魔女を裁く検察士。住人たちからは英雄的存在として讃えられている。
ラビリンスシティを守る騎士団の長でもある。すぐに剣を抜くクセがある。
ジョドーラ
声 - 行成とあ
ジーケンの上司にあたる検察士長。ストーリーテラーにもっとも近い謎多き女性。
ベーゼラ
伝説の存在とされている大魔女。魔女は彼女から生み出された存在で、魔法によりラビリンスシティに災厄を引き起こすとされている。
クローネ
マホーネの飼っている黒い子猫。マホーネとクローネは10年ほど前からの付き合いらしい。いつもマホーネのあとにくっついているが、時たま気まぐれに姿を消すこともある。
首にスカーフをまいている。
チューケン
ジーケンの飼っている白い子犬。騎士の一員として扱われており、常に兜を身につけている。ルークの翻訳によると、口調や性格がジーケンと同じである。
ジョバンニ・ジコール
声 - 中川慶一
レイトンの教え子の一人で探偵を務める。ラビリンスシティからマホーネを連れ出した後、事故に遭う。
ミスト・ベルデューク
声 - 堀勝之祐
ラビリンスシティに住む錬金術師兼医者。住人から信頼を寄せる人格者。物語が始まる3か月前に何者かに殺害された。

#### その他の登場人物
バータリー
声 - 高橋伸也
英国法廷で対峙する検事。押しが弱く、声が高い。
もう一つのエンディングでは御剣の代わりに成歩堂を追い詰めている。
英国法廷の裁判長（えいこくほうていのさいばんちょう）
声 - 外波山文明
マホーネが犯した窃盗及び殺人未遂事件の裁判を担当する英国法廷の裁判長。
ユトリノ・ガードナー
目撃者。ロンドンの貨物船に配備されている警備員。「イェッサー！」が口癖でプロフェッショナルを自称する。チョコレートが大好物。
オリーブ・アルデンテ
声 - 相沢舞
被害者。ロンドンの貨物船の船内料理人。「マーレ・ノストゥルム！」というかけ声と共に帆立貝のカスタネットを叩きながらポーズを取る。
クロワ
成歩堂たちが働くパン屋の女主人。マホーネも一緒に生活をしており、成歩堂たちの良き理解者。非常にプライドが高く、パンを馬鹿にする者には容赦ない。それ故に成歩堂と真宵からは「ボス」と呼ばれている。
ナゾミ・ステリア
大図書館の司書にして館長。紫髪の縦ロールとその髪を束ねる開いた本の髪留めと「？」型のアホ毛、瓶底眼鏡が特徴。よくずれる瓶底眼鏡から目が見え非常に美人だと判明。目は見せたくないようで、常に瓶底眼鏡で目を隠している。
図書館の蔵書以外にナゾの管理、保管も行っており、町中の回収し損ねたナゾは彼女の元に集まってくる。
パトラス・アルグレイ
声 - 斎藤千和
ベルデューク博士に仕える執事。
魔女裁判の裁判長（まじょさいばんのさいばんちょう）
声 - 外波山文明
ラビリンスシティの魔女裁判を取り仕切る裁判長。フード付きのローブを纏っている以外『逆転裁判』シリーズの裁判長とほぼ同じ。

バーサ
酪農を営み、市場のはずれで新鮮な山羊のミルクを売る婦人。彼女が抱いている山羊の名前は「メヘヘヘ」。
マーダラ・ボーゲン
声 - 中原麻衣
花を売り歩くほっかむりの少女。今晩中に花を売り切らないとご主人様に叱られてしまう。その割には花びらをちぎったり、食べたりするなど結構雑に扱っている。

オジサン
夜は酒場に入り浸り、昼は気ままに昼寝をする自由人。魔女裁判を傍聴席で傍聴していた際に途中で魔女裁判に乱入してきた。本名は「エミール・サンドバッグ」。
ボロゾーキン
声 - 巧舟
アバレロ率いる自警団の一人。甲冑を身に纏っているが右腕は骨折しているのか包帯を巻き首からぶらさげ、左腕は松葉杖を持ち、つねにガタガタと震えている。
自警団は多く、名前が覚えられないので5号さんと呼ばれる。証言に待ったをかけるだけでがらがらと崩れ落ち、画面から見えなくなる。
他の9人の自警団が異議ありと叫ぶ場面で混じって異議ありと言っている。

## ダウンロードコンテンツ
2012年12月12日より、毎週1回のペースで全24回の追加要素の配信が行われた。ダウンロードコンテンツをダウンロードするためには、ゲーム本編のクリアデータと、ニンテンドーeショップからのゲームプログラムのVer.1.1へのアップデートが必要となる。
「スペシャルエピソード」では、本編から一年後の後日談が描かれており、単なる後日談に留まらずゲーム開発時の裏話などがキャラクターから語られるなど、楽屋ネタ的な要素が盛り込まれている。「スペシャルギャラリー」ではキャラクターの設定資料や没案となったデザインなどが掲載されている。